# كياثون جاوي
كياثون جاوي (الاسم العلمي:Cyathea javanica) هو نوع غير مؤكد من النباتات يتبع جنس الكياثون من الفصيلة الكياثونية.